# Sirwan Abdullah Hussein

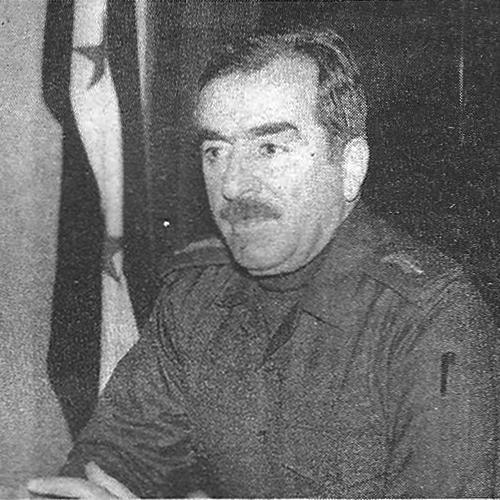
Sirwan al-Dschaf (1988)

Sirwan Abdullah Hussein (* 1938 oder 1940 in Halabdscha, Irak), gelegentlich auch Serwan Abdallah Husain transkribiert, genannt al-Dschaf (al-Jaf, d. h. vom Stamm der Jaf) ist ein ehemaliger kurdischer Jurist und Politiker im Irak.
Er wurde 1969 zunächst stellvertretender Gouverneur von Sulaimaniya, daraufhin 1974 Gouverneur von Arbil und von 1974 bis 1980 als Generalsekretär (Minister) für Gemeinwesen auch Mitglied des Exekutivrates (Regionalregierung) der Kurdischen Autonomen Region im Nordirak. Für Sulaimaniya wurde er dann in die irakische Nationalversammlung gewählt. Von 1986 bis 1989 war er als Nachfolger Yahya al-Dschafs Vorsitzender des Exekutivrates (Regierungschef) der autonomen Region, ehe er den Vorsitz an Dschafar Abd al-Karim Barzandschi abgeben musste.
In al-Dschafs Amtszeit fielen der Giftgasangriff auf seine Geburtsstadt Halabdscha (1988) und die Anfal-Strafexpedition gegen die Kurden.

## Anmerkung
1. ↑  Die Dschaf bzw. Jaf (Jaff) sind ein kurdischer Stamm in den Gouvernements Sulaimaniya und Halabdscha.